# Joseph Lies

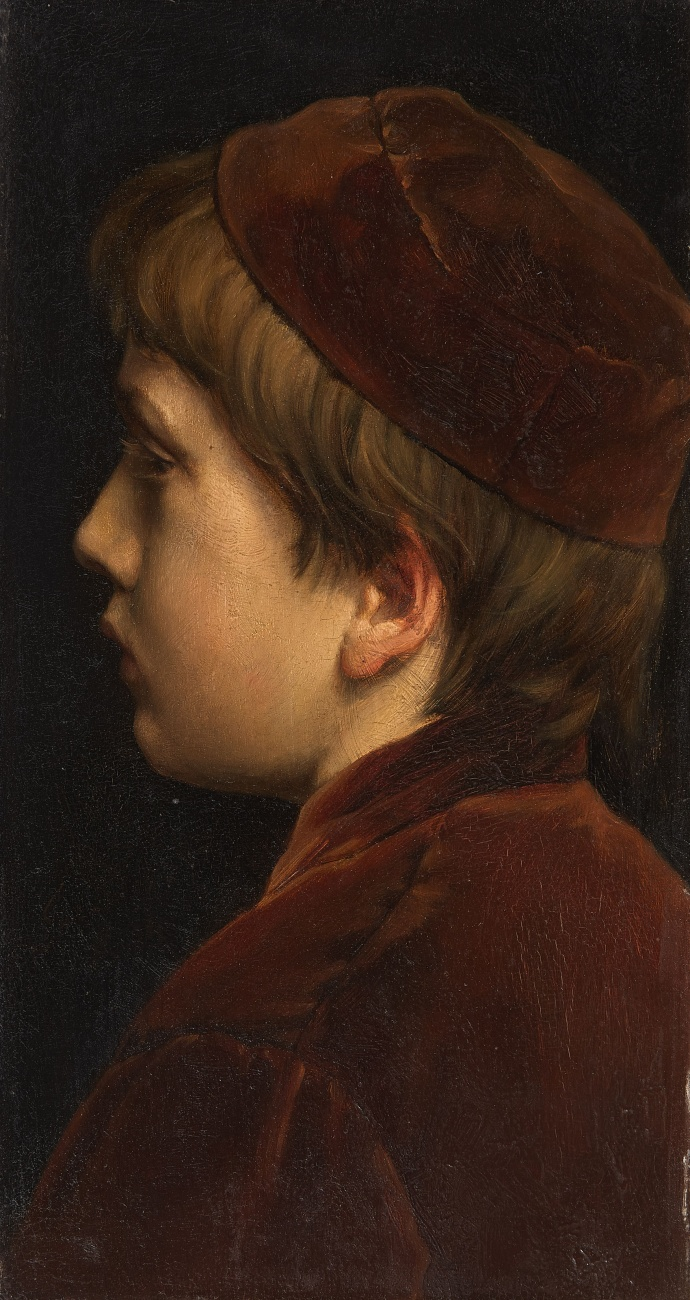
Retrato de un joven

Joseph Lies o Joseph Henri Hubert Lies  ( Amberes, 14 de junio de 1821 - Amberes, 3 de enero de 1865) fue un pintor, dibujante y grabador romántico belga. Trabajó en una amplia gama de géneros, incluyendo pintura de historia, paisajes, escenas de género y retratos. Disfrutó de una buena reputación en toda Europa a lo largo de su vida.

## Vida
Joseph Lies nació en una familia de medios modestos. Su padre Hendrik trabajó como herrero en su casa en Amberes. Cuando su padre murió, Joseph tenía 13 años, por lo que su madre Catharina-Jozefina van Grimberghen abrió una ferretería para asegurar un ingreso para la familia. No asistió a la escuela, pero estudió en casa con su hermano y aprendió varios idiomas extranjeros. De 1834 a 1842 asistió a cursos en la Academia de Bellas Artes de Amberes. Sus primeras pinturas, principalmente escenas de historia y género, datan de su época. Uno de sus maestros en la Academia fue Nicaise de Keyser, una figura clave en la escuela de pintura romántica- histórica belga.

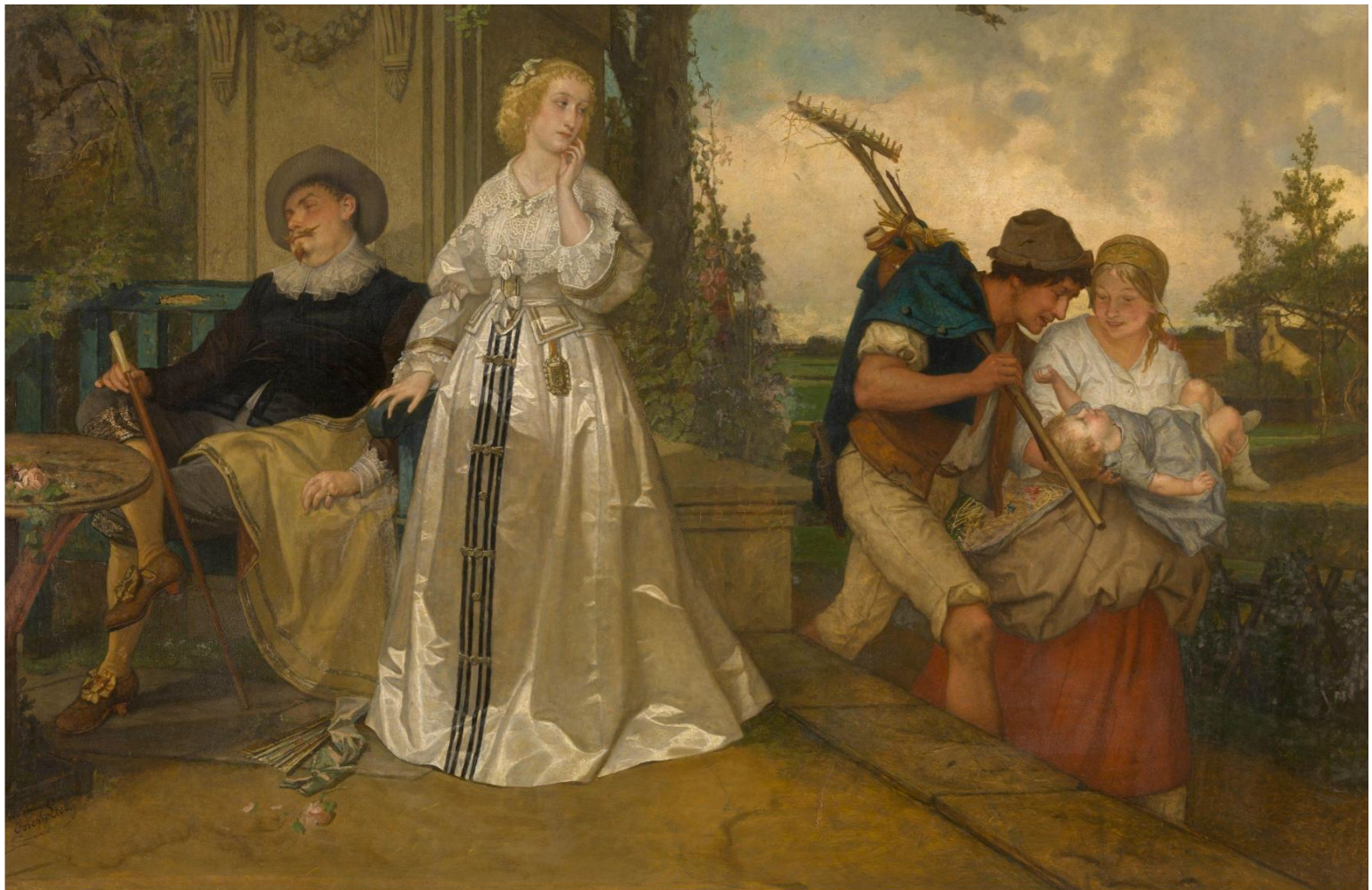
Un contraste

A los 20 años, Lies fue reclutada en el ejército belga. Sirvió en un regimiento en Lieja, donde el oficial a cargo le permitió dedicar la mayor parte de su tiempo a la pintura y le exigió que diera clases de arte a su hija. Después de completar su servicio militar y de su regreso a Amberes en febrero de 1843, Lies retomó su carrera en la pintura. Sus obras más importantes fueron creadas en la segunda mitad de la década de 1850. El ayuntamiento de Amberes encargó en 1859 su pintura más grande titulada Balduino VII, Conde de Flandes. 
Poco a poco Lies comenzó a recibir reconocimiento oficial por su trabajo. En 1851 fue galardonado con la medalla de oro en la exposición en Bruselas por su Interrogatorio de Juana de Arco.  En 1853 volvió a obtener la medalla de oro en Bruselas. En 1858 fue nombrado caballero de la Orden de Leopoldo. Cuando en 1849 se estableció la Vereniging van Antwerpse kunstenaars (la 'Asociación de artistas de Amberes'), fue elegido secretario. Tras la fusión en 1852 de esta asociación con el recién formado Kunstverbond o Cercle Artistique, Litéraire et Scientifique d'Anvers ('Asociación de Arte'), Lies retuvo el cargo de secretario del departamento de artes visuales, cargo que ocupó hasta 1861. El Kunstverbond defendió los cambios en la organización de la Academia de Amberes y Lies fue el autor de un plan que pedía la separación de las funciones artísticas y administrativas en la Academia.
En 1859, Lies mostró los primeros signos graves de tuberculosis. Cumplió con el consejo de su médico de hacer un viaje hacia el sur y se fue el 21 de octubre de 1859 a Italia.  Viajó hacia el sur a través de Suiza, Francia e Italia. En Italia visitó Florencia y Venecia, donde fue evidentemente influenciado por los maestros italianos. 
Permaneció en Italia hasta junio de 1860. A su regreso a su ciudad natal, continuó pintando y creó algunas de sus piezas más exitosas.  También se convirtió en profesor en la Academia de Amberes. Sin embargo, no estaba completamente curado de su enfermedad a la que finalmente sucumbió el 5 de enero de 1865 en Amberes.  Fue en Amberes uno de los primeros que eligió tener un entierro civil (es decir no religioso) ya que era un masón y ateo. Jaak de Braekeleer cinceló un mausoleo para su amigo en el cementerio de Stuivenberg, y luego fue trasladado al cementerio de Kiel.  

## Trabajo

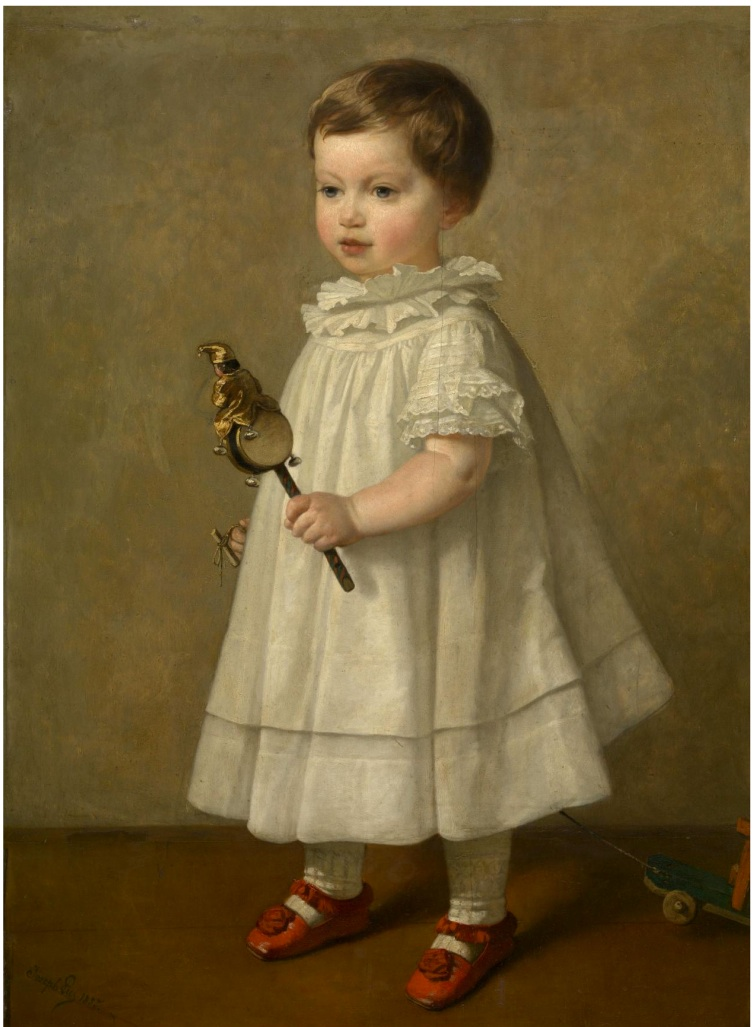
Maria Leys, hija de Henri Leys

Lies mantuvo un registro de todas las pinturas que vendió. Esto muestra que vendió 120 pinturas, aunque su producción real probablemente fue mayor. 
La obra inicial de Lies fue influenciada por el movimiento romántico representado por Nicaise de Keyser. Más tarde estuvo bajo la influencia de su amigo Henri Leys, un destacado representante de la escuela histórica o romántica y pionero del movimiento realista en Bélgica.  Leys se había distanciado del patetismo y las anécdotas históricas de la escuela romántica y del estilo influenciado por Rubens de De Keyser. En cambio, Leys había comenzado a pintar escenas ambientadas en Amberes en el siglo XVI, combinando detalles estudiados de la vida con un estilo deliberadamente arcaico que recuerda a la pintura flamenca y alemana de los siglos XV y XVI. Estas innovaciones de Leys en estilo y temática dejaron una profunda huella en el trabajo de Lies. 

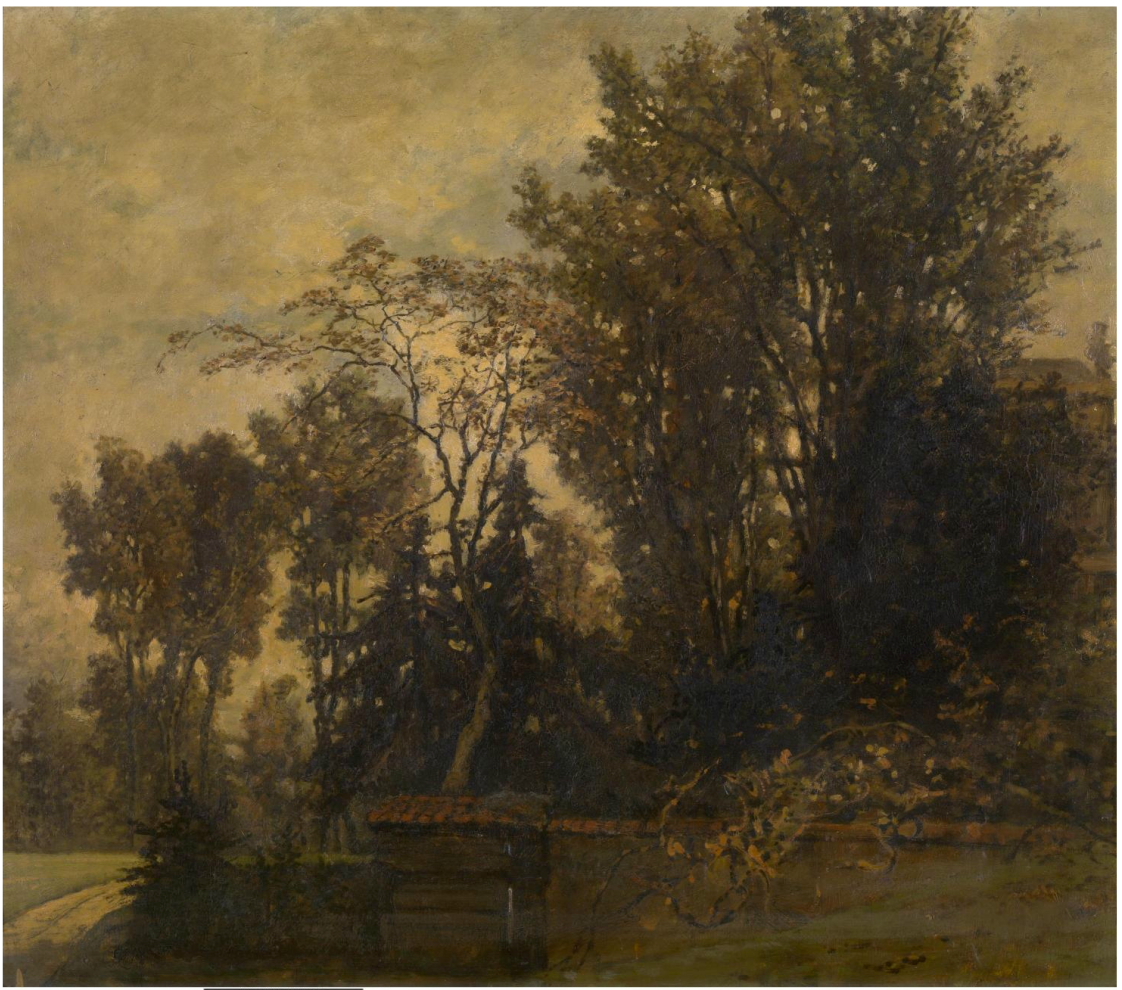
Paisaje

A mediados de la década de 1840, Lies se valió de diversos géneros y temas que luego fueron populares entre el público: escenas de amor, escenas de la vida de pintores famosos, vistas de antiguas moradas y habitaciones con coleccionistas de objetos antiguos. A partir de 1848-1849 sus trabajos comenzaron a centrarse más en temas de historia. Sus pinturas llevaban títulos como Erasmo escribiendo El elogio de la locura, Alberto Durero desciende el Rin, etc. Este cambio a temas de historia más serios puede haber reflejado la influencia de Leys, pero también podría haber sido una reacción a los acontecimientos políticos en Bélgica. Como ateo y crítico de la Iglesia católica, Lies simpatizaba con Albrecht Dürer, que era luterano, y con Erasmo, que era crítico con la Iglesia católica.
El paisaje se hizo más importante como tema principal o fondo de sus pinturas y gradualmente adquirió un aspecto más realista. Los paisajes en sus composiciones realizadas después de 1858 se muestran en las aldeas, caminos y campos lejanos, que recuerdan las obras posteriores de Leys.  Lies incluyó una vista de un pueblo entero en su obra El enemigo se acerca (1857, Museo Real de Bellas Artes de Amberes). Se destacó en la representación del juego de colores y luces en sus vistas de bosques y campos. Sus paisajes influyeron en el trabajo de Jean Pierre François Lamorinière, que era siete años menor que él.
Lies fue un talentoso retratista como lo demuestran sus dos retratos de la esposa y la hija de su amigo Leys. En particular, el retrato de la joven hija de Leys destaca por su simplicidad y recuerda los retratos infantiles de los artistas flamencos del siglo XVII Cornelis de Vos y Pieter van Lint .

## Referencias

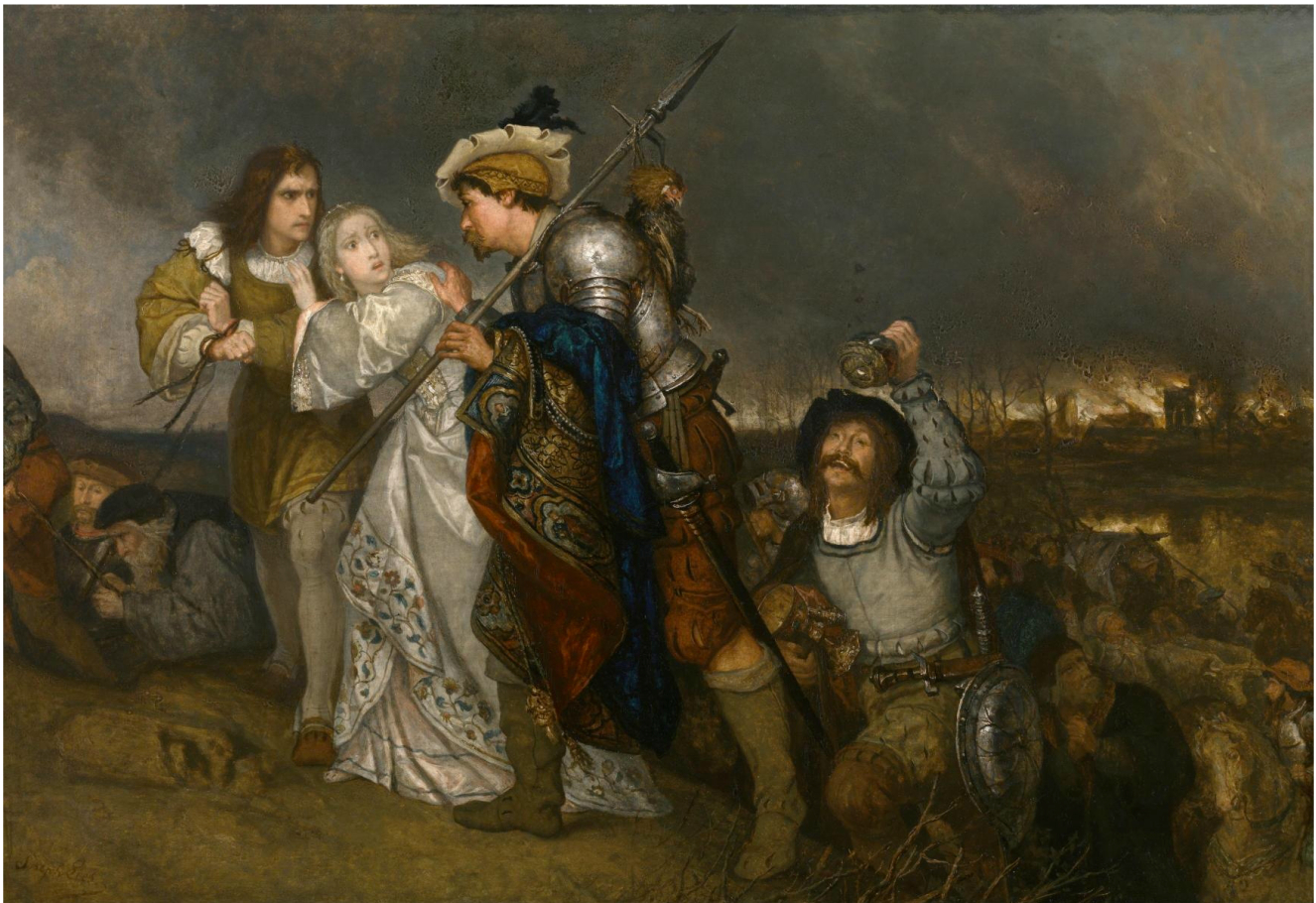
Los desastres de la guerra